# Toxoproctis celidota
Toxoproctis celidota är en fjärilsart som beskrevs av Collenette 1932. Toxoproctis celidota ingår i släktet Toxoproctis och familjen tofsspinnare. Inga underarter finns listade i Catalogue of Life.